# Javna oporuka
Javna oporuka je oblik oporuke koju je na zahtjev oporučitelja sastavila jedna od zakonom ovlaštenih osoba.
Ovlašteni na sastavljanje takve oporuke su: 

a) sudac općinskog suda 

b) sudski savjetnik u općinskom sudu 

c) javni bilježnik 

d) u inozemstvu konzularni odnosno diplomatsko-konzularni predstavnik Republike Hrvatske.
- Ovlaštena osoba sastavlja takvu oporuku na osnovi kazivanja oporučitelja.

1. Ovlaštena osoba utvrđuje identitet oporučitelja osobnom iskaznicom ili putovnicom.
2. Oporučitelj izjavi svoju posljednju volju, a ovlaštena osoba, što je moguće vjernije, unese tu izjavu u ispravu, najbolje riječima samog oporučitelja ako je to moguće.
3. Nakon toga ovlaštena osoba će pročitati oporuku oporučitelju, objasniti mu pravne posljedice oporučnog raspolaganja i dati mu da pred njom oporuku potpiše.
4. Ovlaštena osoba će potom u samoj ispravi o sastavljanju oporuke sačiniti zapisnik kojim će potvrditi da su sve navedene radnje poduzete.
5. Nakon toga zapisnik potpisuju oporučitelj i ovlaštena osoba.

### Moguće situacije
- Oporučitelj nije u stanju potpisati sastavljenu oporuku ili zapisnik

Priopćit će razlog ovlaštenoj osobi koja će ga zabilježiti na oporuci i zapisniku. Osim toga po ZN-u (čl.32. st.6.), "Oporučitelj može zatražiti od neke druge osobe da ga potpiše na oporuci i zapisniku."
- Oporučitelj nije u stanju pročitati sastavljenu oporuku

Pročitat će mu je ovlaštena osoba pred dva svjedoka koji razumiju jezik na koje je napisana. Oporučitelj izjavljuje da je to njegova oporuka, te ju potpisuje je u nazočnosti svjedoka ili stavlja rukoznak. Svjedoci se potpisuju na samoj oporuci. Nakon toga ovlaštena osoba u ispravu o oporuci unosi zapisnik kojim potvrđuje poduzimanje svih propisanih radnji, a zatim ga potpisuju oporučitelj, svjedoci i ovlaštena osoba.
- Oporučitelj se ne služi uredovnim jezikom ili je nijem, gluh ili gluhoslijep

Poziva se odgovarajući tumač radi primanja oporučiteljeve izjave (iako se ovlaštena osoba, možda, može sporazumjeti s oporučiteljem). Potrebna su i dva svjedoka tumača koji poznaju i uredovni jezik i jezik oporučitelja.
- Osoba koja ne zna čitati i pisati ili ne može čitati i pisati (nepismena osoba) MORA praviti javnu oporuku, ako uopće želi oporučno raspolagati svojom imovinom.

Oblik javne oporuke može dobiti i oporuka koju je napisao sam oporučitelj ili koju je napisao netko drugi. Pretpostavka je da se na odgovarajući način primijene odredbe o postupku za sastavljanje javne oporuke.

## Ostali oblici oporuke
- Vlastoručna (holografska) oporuka
- Pisana oporuka pred svjedocima (alografska oporuka)
- Međunarodna oporuka
- Usmena oporuka

## Poveznice
- Oporuka